# Garkusha
Garkusha (del ruso: Гаркуша) es un posiólok del raión de Temriuk del krai de Krasnodar del sur de Rusia. Está situado en la orilla oriental del estrecho de Kerch, sobre la península de Tamán, 44 km al oeste de Temriuk y 169 km al oeste de Krasnodar, la capital del krai. Tenía 1 066 habitantes en 2010.
Pertenece al municipio Zaporózhskoye.